# Fjaler
Fjaler é uma comuna da Noruega, com 418 km² de área e 2910 habitantes (censo de 2004).